# Abulog
Abulog (ook wel Abulug) is een 175 kilometer lange rivier in Apayao, in het noorden van Filipijnen.
In de regio Cordillera vloeit de rivier samen met de Apayao, en mondt uit in zee.